# 祁連鳥屬
祁連鳥屬（學名：Qiliania）為一屬已滅絕的反鳥類，由姬書安等人於2011年發表描述，其化石出土於距今約1.2億年前的白堊紀阿普第期，位於今中國甘肅省玉門市昌馬鄉、昌馬盆地下溝組的地層中，共有兩件，其中一件包含骨盆左側與完整的左下肢，另一件為接近完整的右下肢，有別於多數白堊紀早期的鳥類化石均已被壓碎，這兩件化石仍保有立體結構。
本屬學名來自昌馬盆地南側的祁連山，「祁連」在匈奴語中意指天堂。本屬模式種為格拉芬祁連鳥（Qiliania graffini），種小名得名自朋克搖滾樂隊邪教合唱團創始成員、同時也是古生物學家的格雷格·格拉芬。